# 邑楽護國神社
邑楽護國神社（おうらごこくじんじゃ）は、群馬県館林市の神社。

## 歴史
1869年（明治2年）に創建された。館林藩の藩主秋元礼朝が戊辰戦争の戦没者を祀った「招魂祠」が起源である。廃藩置県後も秋元家や戦没者遺族によって管理されてきた。1875年（明治8年）に招魂社となり、1881年（明治14年）に現在地に移転した。
1939年（昭和14年）に各地の招魂社の「護國神社」改称に伴い、当社も「邑楽護國神社」に改称された。

## 交通アクセス
- 館林駅より徒歩15分。